# Олимпия (концертный зал)
«Оли́мпия» (фр. Olympia, или Олимпия Бруно Кокатрикса, фр. Olympia Bruno Coquatrix) — концертный зал, находящийся на бульваре Капуцинок, 28, в 9-м округе Парижа. «Олимпия» — самый старый из ныне действующих концертных залов французской столицы и один из самых популярных в мире. Его легко узнать по гигантскому красному рекламному щиту на фасаде здания. Близлежащие к «Олимпии» станции метро / RER: Мадлен (Madeleine), Опера (Opéra), Гавр-Комартен (Havre — Caumartin) и Обер (Auber).

## История «Олимпии»

### «Олимпия» Жозефa Оллера
В 1888 году Жозеф Оллер (фр. Joseph Oller), изобретатель тотализатора, открыл «Русские горки» (фр. Montagnes Russes), которые пришлось снести в 1892 году по требованию префектуры (причина — сомнительная пожарная безопасность). В 1893 году на этом месте Оллер построил зал под названием «Олимпия». Изначально в нём сравнительно мало внимания уделялось песне, в нём шли цирковые представления, балеты и оперетты.
В начале XX века в зале давали ревю с участием звёзд Мистенгетт и Ивонна Принтем. После Первой мировой войны директором заведения стал Поль Франк (фр. Paul Franck), он отказался от ревю и предоставлял сцену только шансонье — здесь выступали Дамия, Мари Дюба, Монтегюс. Однако в 1929 году, не в силах противостоять набирающему популярность кино, мюзик-холл превратили в кинотеатр.

### «Олимпия» Бруно Кокатрикса
По 1954 год «Олимпия» функционировала в основном в качестве кинотеатрa. Известно, что в 1945 году, после Освобождения, «Олимпия» принимала на концерте солдат Антигитлеровской коалиции. Перед программой посетителям предстояло услышать игру четырёх государственных гимнов, всегда заканчивавшихся энергичным французским канканом. Вероятно «Олимпия» продолжила бы функционировать как кинотеатр, если бы не решение фирмы SATO, которой принадлежал этот зал. Фирма пригласила на пост директора композитора и импресарио Бруно Кокатрикса (фр. Bruno Coquatrix), который в феврале 1954 года установил окончательный статус «Олимпии» как концертного зала (на 2000 мест). В том же году свой первый концерт в «Олимпии» дал Жильбер Беко, один из певцов, с которым имя «Олимпии» связано в первую очередь — в течение своей карьеры он выступил в этом мюзик-холле 33 раза.
В 1964 году в концертном зале выступили The Beatles (при участии Сильви Вартан в первом отделении).
В наши дни концертный зал официально называется «Олимпия».

### Реконструкция
Вскоре после смерти Бруно Кокатрикса здание пришло в такой упадок, что его намеревались сровнять с землей и построить на этом месте стоянку для автомобилей. 7 января 1993 года министр культуры Франции Жак Ланг подписал приказ о сохранении «Олимпии», который привел к двум годам строительных работ: нужно было воссоздать оригинальный вид фасада и великолепиe его красного интерьера.

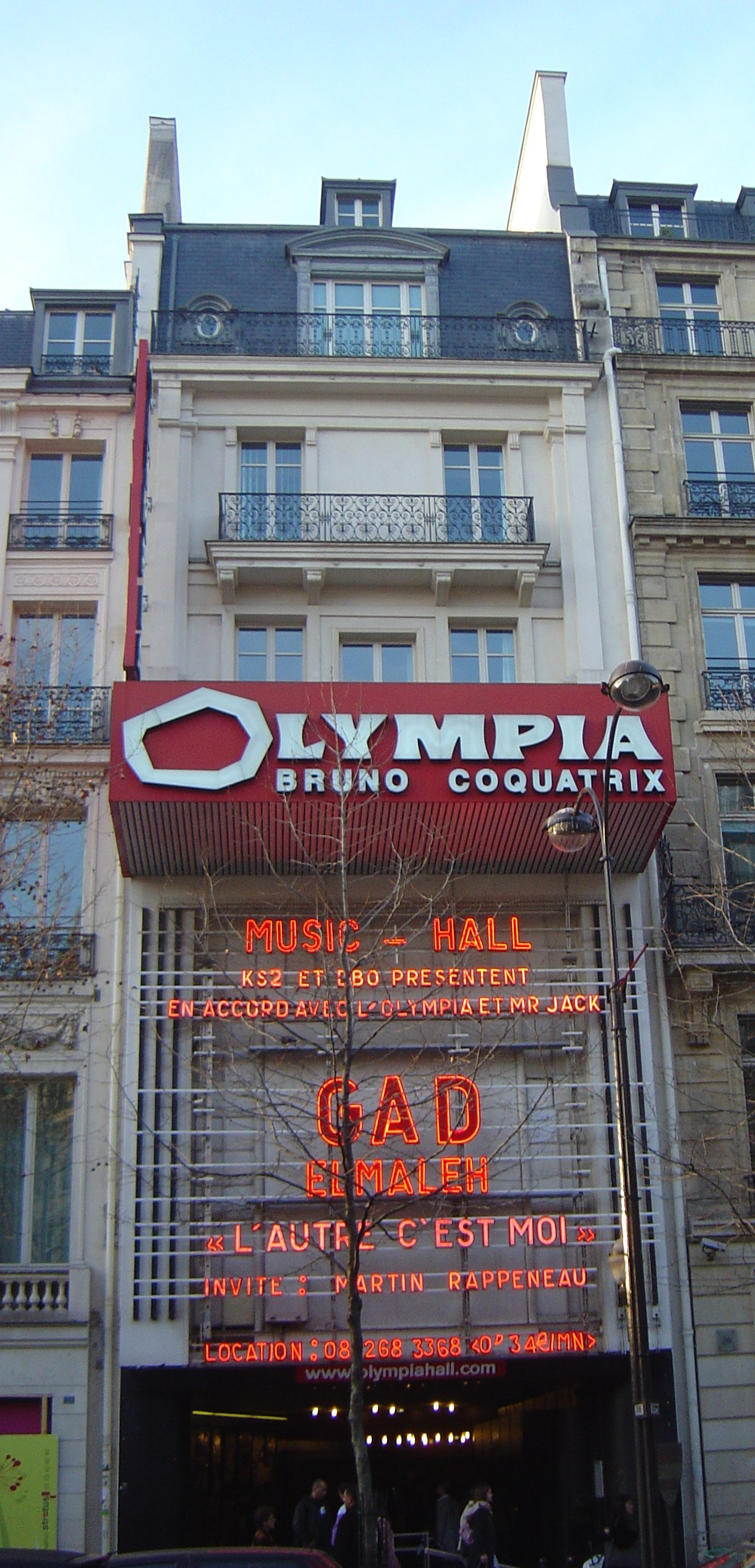
Фасад с рекламным щитом Олимпии

Сегодня «Олимпия» насчитывает 2000 зрительских мест.

## Неполный список звёзд

### Французские и франкоязычные исполнители
Ла Гулю, Ализе, Мистенгетт, Мари Дюба, Мэри Мэй, Жозефина Бейкер, Ив Монтан, Эдит Пиаф, Шарль Азнавур, Ги Беар, Жак Брель, Сильви Вартан, Далида, Джо Дассен, Жильбер Беко, Лео Ферре, Джонни Холлидей, Мирей Матье, Сальваторе Адамо, Селин Дион, Элен Сегара, Патрисия Каас, Грегори Лемаршаль, Жорж Брассенс, Нана Мускури, La Compagnie créole.

### Зарубежные звёзды

Афиша концерта Энрико Масиаса и Элис Режины в Олимпии (1968)

Фрэнк Синатра, Луи Армстронг, The Beatles (1964), «The Rolling Stones», Джими Хендрикс, Pink Floyd (1967), Led Zeppelin, The Jackson 5, Дэвид Боуи, Дэвид Гаан, Джеймс Браун, Джуди Гарленд, Анна Герман, Рафаэль, Амалия Родригес, Бюлент Эрсой, «Can», «Dir en grey», Джеф Бакли, Лучано Паваротти, Арета Франклин, Мариза, Моррисси, «My Bloody Valentine», Нелли Фуртадо, New Order, Ник Кейв, Нина Симон, Патти Смит, Primal Scream, Placebo, Пол Маккартни (2007), The Cure, The Mars Volta, The Velvet Underground, Deep Purple, Лили Иванова, Лара Фабиан, Бьорк, 30 Seconds to Mars (2011), Arctic Monkeys (2012), Madonna (26 июля 2012), Лана Дель Рей (2013), Тромбон Шорти (2013), Лайза Миннелли (2013), Клифф Ричард (2014), Il Volo (2016), Tokio Hotel (2017), Тереза Кесовия (1978, 2007), Стинг (2017).

### Советские и российские звёзды и коллективы
Людмила Зыкина (1964), Юрий Гуляев (1964), Нани Брегвадзе (1964), Николай Сличенко (1965), Эдита Пьеха (1965, 1969), Батыр Закиров (1966), Муслим Магомаев (1966, 1969), Мария Пахоменко (1971), Надежда Чепрага (1972), Алла Пугачёва (1982), Тамара Гвердцители (1991), Жанна Бичевская, Академический ансамбль песни и пляски Внутренних войск МВД России (2015).

## Значимые концерты
- 2003 — Присцилла. В 13 лет она стала самым молодым артистом, давшим сольный концерт в Олимпии[2]. Этот рекорд не побит по сей день[3].